# 10348 Poelchau
10348 Poelchau este un asteroid din centura principală, descoperit pe 29 aprilie 1992, de Freimut Börngen.